# 伊拉克—美國關係

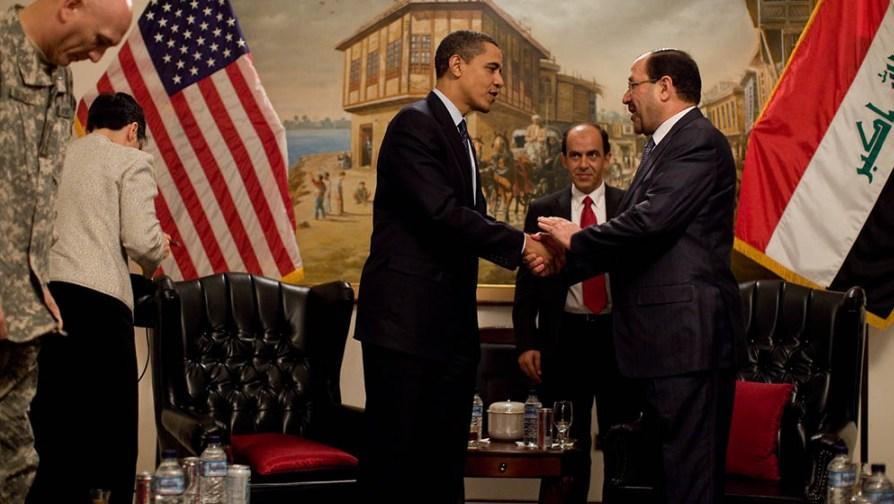
美国总统奥巴马与伊拉克总理马利基会面

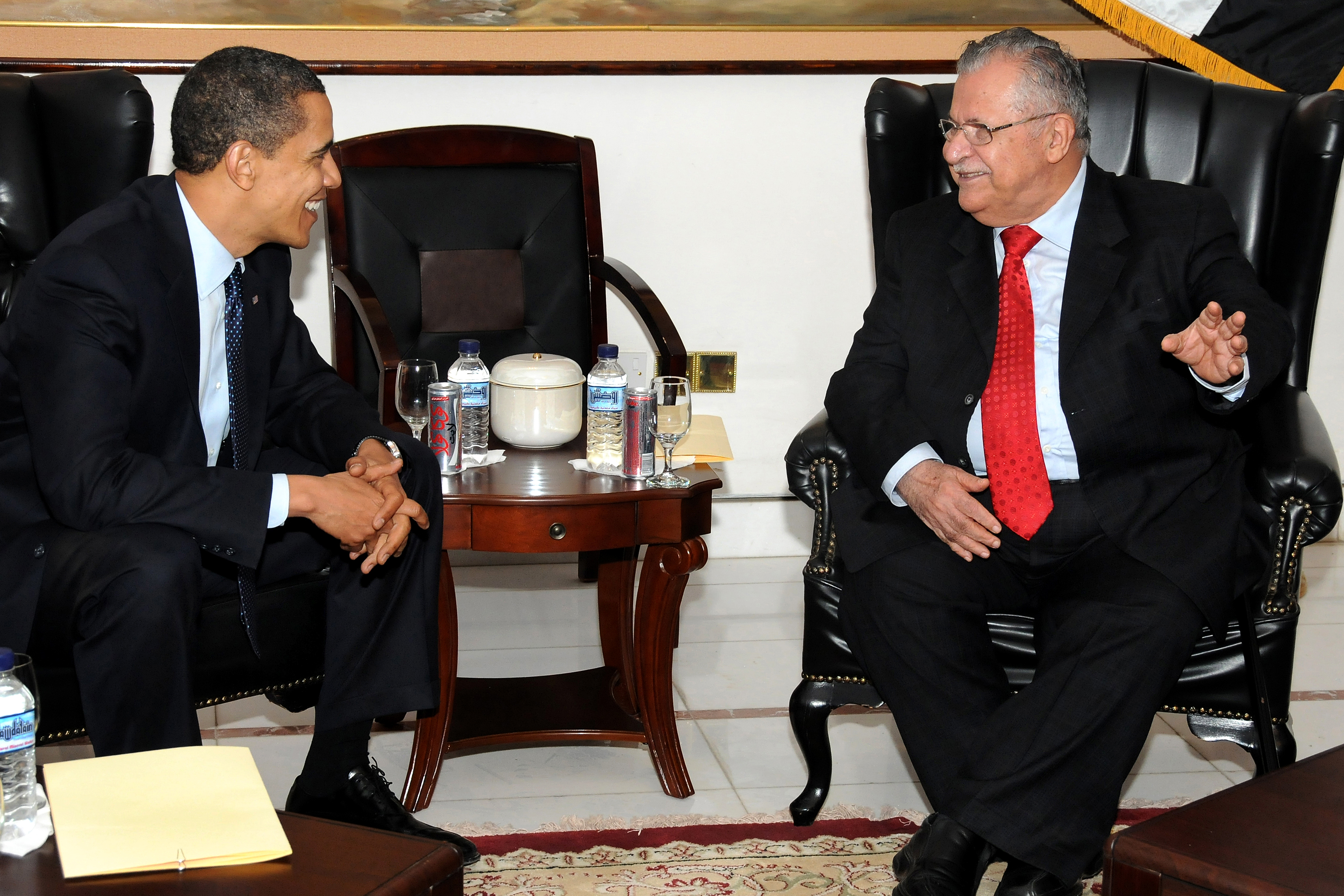
2009年，美国总统奥巴马与伊拉克总统塔拉巴尼进行了对话

伊拉克－美國關係是指伊拉克共和國與美利堅合眾國之間的關係。1930年1月9日，美国驻英大使查尔斯·盖茨·道威斯在伦敦签署了《盎格鲁-美国-伊拉克公约》，首次承认伊拉克為獨立國家，伊拉克与美国的外交关系由此开始。今日，美国和伊拉克皆认为彼此是战略伙伴，因为美国在2003年入侵伊拉克后参与了政治和军事活动，之后两国建立了相互的、根深蒂固的关系。美国每年向伊拉克安全部队提供数百万美元的军事援助和训练，并使用其军事基地。
2011年年底，伊拉克从伊撤军，仅留少量驻军。伊斯兰国2014年夺取伊拉克西部和北部大片地区，美国主导的打击“伊斯兰国”国际联盟随后增兵伊拉克。
2020年，伊拉克國會投票要求美国及其盟国从伊拉克撤出所有军队，時任美国总统唐納·川普声称，如果美軍被迫撤出伊拉克，将对伊拉克实施制裁。与此同时，伊拉克已经准备好联军撤军机制，并开始与联军成员进行讨论。据伊拉克总理办公室的消息，美国已经承诺对未经授权使用伊拉克领空和侵犯伊拉克主權的行为采取后续行动。
2021年9月17日，伊拉克和美国军方同意當年9月底前削减駐伊美軍两处军事基地的作战人员。
2022年1月，伊拉克总理新闻办公室表示，打击“伊斯兰国”国际联盟的战斗任务已结束，伊军方已接管所有军事基地，只有一些从事顾问工作的外军人员仍留在伊境内继续为伊安全部队提供支持。